# Hammou Boutayeb
Hammou Boutayeb (Marruecos, 1956) es un atleta marroquí retirado especializado en la prueba de 3000 m, en la que consiguió ser subcampeón mundial en pista cubierta en 1991.

## Carrera deportiva
En el Campeonato Mundial de Atletismo en Pista Cubierta de 1991 ganó la medalla de plata en los 3000 metros, con un tiempo de 7:43.64 segundos, tras el irlandés Frank O'Mara y por delante del británico Robert Denmark.